# (20862) Jenngoedhart
(20862) Jenngoedhart (2000 VY34) – planetoida z pasa głównego asteroid okrążająca Słońce w ciągu 3,35 lat w średniej odległości 2,24 j.a. Odkryta 1 listopada 2000 roku.